# Жердели
Жердели (укр. Жерделі) — село на Украине, основано в 1847 году, находится в Андрушёвском районе Житомирской области.
Код КОАТУУ — 1820385303. Население по переписи 2001 года составляет 99 человек. Почтовый индекс — 13451. Телефонный код — 4136. Занимает площадь 3 км².

## Адрес местного совета
13451, Житомирская область, Андрушёвский р-н, с. Камени, ул. Ленина, 9